# Dendrobium curviflorum
Dendrobium curviflorum är en orkidéart som beskrevs av Robert Allen Rolfe. Dendrobium curviflorum ingår i släktet Dendrobium, och familjen orkidéer. Inga underarter finns listade i Catalogue of Life.